# Pavilion
Pavilion (с англ. — «Павильон») — это приключенческая инди-головоломка, созданная шведской студией Visiontrick Media и доступная для персональных компьютеров с операционными системами Windows и Mac OS и мобильных устройств с операционными системами iOS и Android. Игрок должен направлять безымянного мужского персонажа с помощью звуков колоколов, чтобы он мог найти путь к выходу.
Критики дали разные оценки игре. Однозначно они похвалили визуальную составляющую Pavilion, внимание создателей к деталям окружающего мира и в целом успокаивающую, «сюрреалистическую» атмосферу, которую приносит игра и её музыкальное сопровождение. Более неоднозначные оценки получил игровой процесс игры. Часть критиков похвалили предоставленные головоломки в игре и идею того, что игрок изменяет игровое пространство вместо управления персонажа, другая же часть критиков сочли головоломки слишком простыми, а количество уровней — недостаточными.
Разработка игры велась двумя независимыми разработчиками, которые ещё с 2011 года начали работу над совместным игровым проектом и после долгих экспериментов с головоломками, решили создать игру, ориентированную прежде всего на её визуальный дизайн. Хотя игра изначально разрабатывалась для игровых приставок, её выход на PlayStation 4 всё ещё не состоялся и запланирован на 2020 год.

## Игровой процесс
Игра представляет собой головоломку от четвёртого лица, где игроку необходимо помочь безымянному мужскому персонажу, похожему на офисного клерка найти проход к выходу. Персонаж путешествует среди заброшенных руин, которые представлены разными уровнями. С точки зрения игрока, окружающее пространство представлено изометрическим и псевдореалистическим пространством. Персонаж может перемещаться на плоской поверхности, а также подниматься или опускаться по лестнице и иногда перемещать предметы. Игрок не может напрямую управлять персонажем, однако он может его «зазывать» с помощью нажатия на колокола. В игре нельзя умереть, или допустить критическую ошибку, однако в некоторых ситуациях персонаж может поранится и требует недолгого отдыха, чтобы исцелиться.
Суть прохождения сводится к тому, что игрок направляет персонажа к выходу, для этого игрок должен составить правильный маршрут, так как персонаж подчинятся ряду правил. Во первых персонаж находится в состоянии покоя только у костра, у которого он «греется», защищаясь от ветра и дождя, или же он укрывается под светом лампы. Во вторых персонаж всегда выбирает кротчайший путь, чтобы добраться до зазывающего колокола, а затем вернуться к ближайшему костру. Часто такой путь исключает способ пройти через выход. Игрок также может влиять на маршрут персонажа, например чередуя активацию нескольких колоколов, чтобы составить правильный маршрут прохождения. В некоторых уровнях доступны лампы, которые игрок может включать или выключать. В выключенном состоянии из лампы исходит тьма, которую персонаж всегда будет избегать. Таким образом игрок может влиять на маршрут прохождения, или же чередовать включение или выключение нескольких ламп, чтобы заставить персонажа выбрать правильный путь к выходу. Если лампу выключить в момент, когда под ней находится персонаж, он либо отскочит, или же упадёт на более нижний уровень, что также необходимо для прохождения.
Также в некоторых уровнях доступны квадратные блоки, которые игрок может перемещать только в горизонтальным положении. С помощью блоков можно преграждать определённые пути персонажу. Для прохождения уровня, иногда необходимо перемещать блок, в то время, как персонаж ещё бежит, чтобы составить для него правильный маршрут к выходу. Игрок также может использовать блок, чтобы скинуть персонажа на уровень ниже, что также необходимо для прохождения. Фактически игра лишена каких либо элементов стресса, однако требует от игрока тщательно рассчитывать время для последовательной активации разных колоколов, ламп и блоков, чтобы персонаж сумел найти путь к выходу. В некоторых уровнях есть возможность перемещать платформу с персонажем в виде «вагонетки».
Для активации некоторых выходов необходимо иметь при себе ключ, который персонаж может найти в особенных шкафчиках. Помимо этого, определённые выходы открыты лишь на короткое время, когда персонаж активирует особые сферы на полу, располагающиеся часто далеко друг от друга. Для их активации достаточно встать на них. Таким образом перед тем, как добраться до выхода, игроку необходимо проложить один маршрут для персонажа, включающий активацию нескольких сфер. По мере прохождения, сложность уровней возрастает и требует одновременной активации механизмов разного типа.

## Создание и выпуск
Разработкой игры занималась шведская инди-студия Visiontrick Media, в частности Хенрик Флинк и Рикард Уэстман. Предыстория разработки началась ещё в 2006 году, когда оба геймдизайнера посещали общий университет, специализирующийся на обучении разработки игр и визуальному искусству. После окончания учёбы, Флинк и Уэстман пристроились работать в крупные игровые студии, однако по-прежнему общались и делились идеями и концепциями возможных игр. В течение следующих нескольких лет, геймдизайнеры задумали создать собственный независимый проект, однако все воплощённые задумки в итоге оказывались недостаточно оригинальными или интересными. В итоге очередной проект забрасывался с течением времени и из-за финансовых причин. В 2011 году, Флинк и Уэстман создали небольшую демонстрационную головоломку, чтобы найти инвестора для их возможного будущего проекта, однако без результатно. В итоге геймдизайнеры решили полностью изменить свой подход к разработке и сосредоточится на интересных деталях с точки зрения игрового дизайна и визуального оформления. Так, в 2012 году был составлен проектный документ по будущей игре Pavilion, а геймдизайнеры сформировали свою студию Visiontrick Media.
Основная идея игры лежала в таинственности: «„Pavilion“ — это путешествие в неизвестное, в поисках кого-то или чего-то. Мы приложили множество усилий, чтобы игра могла объясняться через изображение мира, взаимодействия персонажа и игрока. Именно постепенное понимание и чувство неожиданного открытия делает игру такой интересной». Главный персонаж создавался, как «нежный и непритязательный парень, боящийся темноты, высоты и в целом идти на какие либо риски». Данные черты по задумке разработчиков игрок должен был учитывать, чтобы наблюдать и понимать, как персонаж действует и реагирует в определённых ситуациях. Также создатели хотели передать персонажу выразительность через анимации, учитывая, что в игре нет текста или речи. Окружающий мир представляет собой псевдотрёхмерную изометрическую графику. А окружающий мир был вручную нарисован с помощью Adobe Photoshop. Сначала создатели составляли простые линейные рисунки, когда работали в основном над гриндом. После этого они принимались за подробное составление карты, обрисовывая локации, а также совмещая их с обработанными фотографиями. Флинк и Уэстман признались, что работа над миром была самой приятной частью в разработке.
Разработчики изначально планировали выпускать игру для игровых платформ PlayStation и Vita, а управление осуществлялось бы с помощью сенсорной панели. Помимо прочего, создатели нашли спонсора в лице японский компании Sony, которая предоставляла средствам массовой информации свежие данные о разработке Pavilion, а также организовывала демонстрацию игры на разных пресс-конференциях. Впервые официальный анонс игры состоялся в сентябре 2013 года на пресс-конференции Sony. Тогда создатели заявили, что игра станет инди-эксклюзивом для PS4 и PS Vita. Полноценная презентация игры состоялась в этом же году, на выставке Tokyo Game Show. Выход игры был запланирован на 2014 год. В итоге выход игры состоялся 23 сентября 2016 года в цифровой платформе Steam для персональных компьютеров. Весной 2017 года, мобильная версия игры под названием «Pavilion: Touch Edition» была выпущена для устройств iPhone, iPad и Android. Выход версии игры для игровых приставок так и не состоялся.

## Музыка
Автором музыкального сопровождения выступил американский композитор Тони Гербер, работающий как правило над электронной музыкой. Создатели с самого начала задумывали Pavilion, как игру с атмосферной музыкой, поэтому связались с Гербером, так как сочли стиль его композиций в жанре эмбиент наиболее подходящими, за его способность совмещать электронную, классическую и этническую музыку для придания мистичной чувственности. Рикард Уэстман также признался, что вдохновлялся композициями Гербера при работе над дизайном окружающего пространства Pavilion. Для самой игры композитор записал музыкальные композиции в стиле даунтемпо с использованием фортепьяно, гитары, электронного синтезатора, флейты и других музыкальных инструментов. 24 сентября музыкант выпустил альбом под названием «Pavilion» с собранием песен, использованных в игре.
| №   | Название               | Автор(ы)    | Длительность |
| --- | ---------------------- | ----------- | ------------ |
| 1.  | «Pavilion Piano Theme» | Тони Гербер | 4:09         |
| 2.  | «Blue Western Sky»     | Тони Гербер | 3:21         |
| 3.  | «Beyond Slumber»       | Тони Гербер | 2:15         |
| 4.  | «Dream_Gold»           | Тони Гербер | 7:23         |
| 5.  | «Ear Medicine»         | Тони Гербер | 6:51         |
| 6.  | «Pavilion Piano Dream» | Тони Гербер | 3:33         |
| 7.  | «As Time Passes»       | Тони Гербер | 7:06         |
| 8.  | «The Bast Wonders»     | Тони Гербер | 6:05         |
| 9.  | «Trek»                 | Тони Гербер | 14:51        |
| 10. | «Europa Under Ice»     | Тони Гербер | 5:39         |
| 11. | «Planetary Canyon»     | Тони Гербер | 8:37         |
| 12. | «Through The Ice»      | Тони Гербер | 5:54         |
| 13. | «Weightless In Flight» | Тони Гербер | 4:19         |
| 14. | «Life Stilled»         | Тони Гербер | 2:52         |

## Восприятие

### Номинации и награды
Игра Pavilion была номинирована на ряд премий и выиграла часть из них. В частности игра получила приз, как «игра с лучшим художественным оформлением» 2016 года и была номинирована на «игру 2016 года» на мероприятии Big Fest. На мероприятии azPlay 2015 года, игра была номинирована на премию «лучшая игра» и лучшее «музыкальное сопровождение», а также получила приз «лучший дизайн». Pavilion также получила премию «гран при» на фестивале Busan indie Connect, приз «финалист» на мероприятии Nordic game indie night, была номинирована на приз инди-игры, на Tokyo Game Show.

### Критика
| Сводный рейтинг    | Сводный рейтинг          |
| Агрегатор          | Оценка                   |
| ------------------ | ------------------------ |
| Metacritic         | 69/100 (PC) 90/100 (iOS) |
| Иноязычные издания |                          |
| Издание            | Оценка                   |
| Pocket Gamer UK    | [ 6 ]                    |
| Appadvice          | [ 5 ]                    |
| Games.cz           | 8/10                     |
| Kill Screen        | 77/100                   |
| Adventure Gamers   | [ 4 ]                    |
| LEVEL              | 6/10                     |

Игра получила смешанные оценки от разных игровых критиков, средняя оценка на сайте-агрегаторе Metacritic для ПК-версии составила 69 баллов из 100 возможных. Средняя оценка для мобильной версии составила 90 баллов из 100.

#### Мобильная версия
Оценка мобильной версии игры была однозначно положительной: Критик сайта Pocket Gamer, обозревая мобильную версию игры, назвал Pavilion крайне необычной платформерной головоломкой, заметив, что не возможность управлять персонажем и наоборот возможность манипулировать окружающим пространством делает Pavilion похожей на игру в Бога. Вдобавок впечатление от игры усиливается детально проработанным окружающим пространством и красивой архитектурой представленных руин. Критик также указал на простое и интуитивно понятное управление, «чувствующее себя, как дома» на мобильных устройствах. В целом критик считает Pavilion одной из лучших инди-игр, созданных для мобильных устройств. Критик сайта Appadvice назвал Pavilion загадочным приключением, прохождение которого само по себе является настоящим игровым опытом. Данная игра однозначно придётся по душе игрокам, любящим серию игр The Room. Критик заметил, что представленный в игре игровой процесс будет стимулировать мыслительные процессы даже у слабо мыслящих в головоломках игроках. Также критик заметил, что с точки зрения визуальных эффектов Pavilion выглядит потрясающе. «Игра представляет собой произведение искусства, созданное полностью вручную и представляет собой футуристический, но довольно классический мир сновидений, отличающийся от всего, что вы видали раннее… „Pavilion“ определённо является свидетельством того, на что способные мобильные игры, хотя технически это просто порт компьютерной версии.». Критик также похвалил игру за интуитивно понятное управление, подходящее для нажатия пальцем по экрану. В целом игра призвана дарить игроку чувство расслабленности, не наказывая его за неправильные или слишком длительные действия. Головоломки аналогично интуитивно понятны и не требуют к себе какой либо инструкции.

#### Версия для персональных компьютеров
Оценка версии для персональных компьютеров была смешанной. Некоторые критики оставили положительные оценки об игре, некоторые — сдержанные: Критик чешского игрового сайта Tiscali заметил, что Pavilion стала образцом того, как разработчики мобильных головоломок идут на разного рода смелые эксперименты, хотя часть из них оканчиваются полным фиаско, но другую часть из них можно смело назвать незабываемыми шедеврами, как Pavilion. «Логический платформер привлекает своей уникальной игровой механикой, авангардной средой и приятным музыкальным сопровождением, подходящим для отдыха. „Pavilion“ — это игра о человеческой душе, о морально опустошённом менеджере среднего возраста, оказавшемся в мире снов, мыслей и воспоминаний о женщине, ставшей по какой то причине недоступной». Критик заметил, что в плане игрового процесса и идеи самостоятельного передвижения персонажа в сложной и меняющейся среде, Pavilion напоминает игру Echochrome, тем не менее критик считает, что предоставленные в игре уровни не выделяются своей сложностью, а их количества явно не хватает. Скорее игра делает акцент на сюрреализме происходящего и красоте окружающего мира, что и превратилось по мнению критика в главный недостаток игры, так как создатели, увлёкшиеся дизайном и музыкой, просто не смогли найти времени на то, чтобы проработать гринд и достаточное количество игровых уровней. Критик сайта Killscreen заметил, что мир игры Pavilion напоминает творчество аргентинского поэта Бореса Хорхе Луиса, его любовь к геометрии, бесконечным лабиринтам и библиотекам. Критик заметил, что Pavilion стала образцом пересечения игры и литературной прозы аналогично игре 2008 года — Braid. Критик заметил что художественная задумка особенно подкупает игрока, в то время, как сами головоломки в игре выглядят достаточно просто и незамысловато. Критик подытожил, что никогда бы не начал играть в Pavilion только из-за её головоломок.
Более сдержанный отзыв оставил критик сайта Adventure Gamers, который с одной стороны похвалил игру за яркие визуальные эффекты в стиле модерн и фоновый саундтрек, с другой стороны он упрекнул игру в недостаточно сложных и посредственных головоломках, а также указал на то, что игра страдает от ряда технических проблем, особенно при прохождении последних уровней, которые сопровождаются периодическими зависаниями и внутриигровыми ошибками, делающими невозможным прохождения определённых участков, необходимых для прохождения уровня. Худший отзыв оставил критик сайта LEVEL, заметив, «что прекрасный визуальный опыт совмещён с весёлой головоломкой не несколько минут. Проблема в том, что это скорее произведение искусства, нежели полноценная игра».